# Julián Martínez
José Julián Martínez Crisanto (ur. 1 grudnia 2003 w La Ceiba) – honduraski piłkarz występujący na pozycji środkowego lub lewego obrońcy, reprezentant Hondurasu, od 2023 roku zawodnik Olimpii.